# Aloys Martin
Aloys Martin oder Alois Martin (* 23. November 1818 in Bamberg; † 15. Juli 1891 in München) war ein deutscher Mediziner, Gerichtsmediziner und Pionier der Anästhesiologie. Zudem schuf er die Voraussetzungen für das ärztliche Publikationsorgan Münchener Medizinische Wochenschrift.

## Leben
Nach dem Besuch der Elementar- und Lateinschule und des Gymnasiums in Bamberg, das er mit der Note „vorzüglich würdig“ abschloss, sowie des Königlichen Lyzeums seiner Geburtsstadt, bezog Aloys Martin zum Herbst 1840 die Universität München. Dort widmete er sich dem Studium der Naturwissenschaften, im Speziellen der Botanik, um später wissenschaftliche Forschungsreisen zu unternehmen, und wurde zum Lieblingsschüler von Carl Friedrich Philipp von Martius, dem er bei der Ordnung und Bestimmung seiner tropischen Pflanzensammlung half, und von Joseph Gerhard Zuccarini, dessen Kinder er in Latein, Griechisch und Literatur unterrichtete. Zuccarini empfahl ihm zum pekuniären Vorteil das Studium der Medizin aufzunehmen, welches dieser 1843 abschloss. Im gleichen Jahr erhielt er eine Anstellung als Assistenzarzt an der von Karl Schneemann (1812–1850) neugegründeten Medizinischen Poliklinik München, welche er mit einigen Unterbrechungen bis 1854 innehatte.
Parallel zu seiner klinischen Arbeit beschäftigte sich Martin mit organischer und pathologischer Chemie, sowie mit experimenteller Pharmakologie, durch welche seine 1845 anerkannte Doktorarbeit über den von ihn „Urokyanin“ genannten Harnfarbstoff resultierte. Im Sommer 1845 legte er das bayerische Staatsexamen ab und begab sich als Stipendiat Anfang des Jahres 1846 nach Wien und gegen Ende desselben Jahres nach Paris. Dort wurde er zum außerordentlichen Mitglied des Vereins Deutscher Ärzte in Paris (lateinisch Societas Medicorum Germanicorum Parisiensis) ernannt und begann auch seine Korrespondenz für politische Zeitungen.
Im Sommer 1847 kehrte er nach München zurück und habilitierte sich über Schwefeläther zum Privatdozenten für Pathologie und Therapie. 1848 wurde er als königlicher Kommissar mehrere Monate nach Norddeutschland entsandt, wo er die Cholera-Spitäler in Magdeburg, Stettin, Braunschweig, Hamburg und Berlin besuchte, um dort die Cholera wissenschaftlich zu untersuchen und zu beobachten. Anschließend war er Schriftführer der „Königlichen Commission für naturwissenschaftliche Untersuchung der indischen Cholera“. Während der Cholera-Epidemie 1854 in München war er zwei Monate Polizeiarzt und verfasste den „Hauptbericht über die Cholera-Epidemie des Jahres 1854 im Königreich Bayern“ (1857).
Ab Mai 1849 las er an der Universität München über Pharmakologie, Arzneiverordnungslehre und Pathologie und war neben seiner Tätigkeit als praktischer Arzt in seiner Privatpraxis auch bis 1858 Armenarzt. Mehrere Bewerbungen auf frei gewordene Physikatsstellen wurden abgelehnt. Erst 1857 wurde er zum Adjunkt beider Stadtphysikate in München ernannt, 1859 erfolgte schließlich die Ernennung zum Gerichtsarzt am Bezirksgericht München rechts der Isar, 1862 zum Stadtgerichtsarzt Münchens und 1865 zum Bezirksgerichtsarzt Münchens links der Isar. Auch seine Anträge auf Ernennung zum außerordentlichen Professor wurden mehrfach vom Staatsministerium des Innern für Kirchen- und Schulangelegenheiten abgelehnt. Erst nach der Berufung von Karl von Pfeufer von Heidelberg nach München wurde Martin 1860 zum Ehrenprofessor und 1876 zum außerordentlichen Professor für gerichtliche Medizin in München ernannt. Seine Vorlesungen erweiterten sich um Pharmakognosie und Pharmazie, Staatsarzneikunde, Polizei- und Gerichtsmedizin. Seltener las er auch Vorlesungen über Pathologie, Pädiatrie, Dermatologie und Balneologie. Während der Jahre 1861, 1865, 1869 und 1873 war er Mitglied der königlichen Kommission zur Abhaltung der medizinischen Staatsprüfung.
Aloys Martin war dreimal verheiratet. 1848 heiratete er die aus Bamberg stammende Barbara Louise Bauer (1822–1867), Tochter eines Oberzollinspektors. Mit ihr zusammen hatte er fünf Kinder. Seine zweite Ehe, geschlossen 1869 mit Hildegard Katharina Louise Schubärth (* 1843) aus Augsburg, Tochter des Generalmajors Schubärth, und seine dritte Ehe, geschlossen 1890 mit Maria Johanna Szuhany (1863–1913) aus Allmannsweier, blieben kinderlos. 1889 ging Martin in Ruhestand und starb am 15. Juli 1891 an einem Schlaganfall.

## Leistungen und Ehrungen
In seiner Zeit 1846/47 in Paris stellte der US-Amerikaner Charles Thomas Jackson der französischen Akademie der Wissenschaften die anästhetische Wirkung von Schwefeläther vor. Martin trug diese Nachricht und ihre Rezeption in Frankreich und England nach Deutschland und beschäftigte sich mit deren praktischen und wissenschaftlichen Folgen. Im Jahr 1847 publizierte Martin eine der ersten Abhandlungen im Zusammenhang mit der um den 24. Januar 1847 begonnenen Einführung der Äthernarkose in Deutschland. Zusammen mit Ludwig Binswanger beschäftigte er sich ein Jahr später mit dem Einsatz von Chloroform. Csaba Nikolaus Nemes bezeichnet Aloys Martin daher als „Wegbereiter der chirurgischen Anästhesie in Deutschland“ und Jürgen Plotz als „Wegbereiter der Anästhesie“
Wahrscheinlich im Dezember 1852 inspiriert von dem Mitglied des ständigen Ausschusses der Ärzte Bayerns Hermann Oettinger, wurde der Privatdozent Martin, nachdem er seinen Plan eines Korrespondenzblattes oder Wochenblattes für bayerische Ärzte dem Ausschuss, dem auch Ernst Buchner sowie die Mediziner Leopold Graf (praktischer Arzt, 1838–1885), von Schleis, Franz Seitz und Rothmund angehörten, mitgeteilt hatte, im Dezember 1853 Begründer und (unter seiner und Oettingers Schriftleitung) bis 1869 Redakteur des am 7. Januar 1854 erstmals erschienenen „Bayerischen ärztlichen Intelligenzblattes“ (offiziell: Aerztliches Intelligenz-Blatt. Organ für Bayerns staatliche und öffentlich Heilkunde, herausgegeben „vom ständigen Ausschusse bayerischer Aerzte.“), welches wöchentlich erschien und später in „Münchner Medizinische Wochenschrift“ umbenannt wurde. Daneben wirkte er als Mitglied des „Armenpflegschaftsraths“ des Armeninstituts und als Mitbegründer des „Vereins zur Gründung und Förderung Fröbelscher Kindergärten“ und des „Vereins für freiwillige Armenpflege“.
Martin war korrespondierendes Mitglied der Physikalisch-Medizinischen Sozietät Erlangen (Societas physico-medica Erlangensis) und des Vereins badischer Ärzte zur Förderung der Staatsarzneikunde, sowie Ehrenmitglied der Pollichia und des Freien Deutschen Hochstifts für Wissenschaften, Künste und allgemeine Bildung. Ihm wurde das Erinnerungszeichen für Zivilärzte 1866, das Verdienstkreuz für die Jahre 1870/71 und 1877 der Verdienstorden vom Heiligen Michael IV. Klasse verliehen. 1871 wurde er zum Medizinalrat ernannt und am 14. Januar 1878 in die Deutsche Akademie der Naturforscher Leopoldina aufgenommen.

## Schriften (Auswahl)
- Ueber das Urokyanin und einige andere Farbstoffe im Menschenharne. Pathologisch-chemische Inaugural-Abhandlung. Gedruckt in der Dr. Franz Wild’schen Buchdruckerey, München 1845, urn:nbn:de:bvb:12-bsb11025028-2.
- Zur Physiologie und Pharmakodynamik des Ätherismus. Eine der hohen medizinischen Fakultät der Ludwigs-Maximilians-Universität pro facultate legendi vorgelegte Inaugural-Abhandlung. Druck und Verlag von Georg Franz, München 1847, urn:nbn:de:bvb:12-bsb10314738-3.
- Geschichte der Entdeckung und Ausbreitung des Aetherismus. In: Johann Andreas Buchner (Hrsg.): Repertorium für die Pharmacie. Band 96, 3. Heft (= 2. Reihe, Band 46). Johann Leonhard Schrag, Nürnberg 1847, S. 351–387, urn:nbn:de:bvb:12-bsb10288296-3 (online).[4]
- Das Chloroform in seinen Wirkungen auf Menschen und Thiere. Nach grösstentheils eigenen Erfahrungen bearbeitet von Dr. Aloys Martin und Dr. Ludwig Binswanger. F. A. Brockhaus, Leipzig 1848, urn:nbn:de:bvb:12-bsb10287622-5.
- Philipp Franz von Walther’s Leben und Wirken. Besonderer Abdruck aus v. Walther’s und v. Ammon’s Journal der Chirurgie und Augenheilkunde. Bd. IX. Hft. V. München 1850, urn:nbn:de:bvb:12-bsb10376363-1.
- Die Salzsäuerlinge von Neuhaus, bei Neustadt an der fränkischen Saale. Christian Kaiser, München 1856, urn:nbn:de:bvb:12-bsb10384598-4.
- Haupt-Bericht über die Cholera-Epidemie des Jahres 1854 im Königreiche Bayern. Erstattet von der kgl. Commission für naturwissenschaftliche Untersuchungen über die indische Cholera. Literarisch-artistische Anstalt der J. G. Cotta’schen Buchhandlung, München 1857, urn:nbn:de:bvb:12-bsb10376364-6.
- Schematismus der im Königreiche Bayern zur Praxis berechtigten Civil- und Militärarzte. Kaiser, München 1858; 2. Auflage ebenda 1860; 3. Auflage ebenda 1863.
- Die Hunyadi János Bittersalz-Quelle zu Ofen. Ihre Entstehungs-Verhältnisse, chemischen Bestandtheile, physiologischen wie therapeutischen Wirkungen und Anwendungs-Weise. Theodor Ackermann, München 1872, urn:nbn:de:bvb:12-bsb11010874-8.
- Das Civil-Medicinalwesen im Königreich Bayern. 2 Bände. Verlag von Theodor Ackermann, München 1883.